# Hîlkove, Lebedîn
Hîlkove (în ucraineană Хилькове) este un sat în comuna Vorojba din raionul Lebedîn, regiunea Sumî, Ucraina.

## Demografie
Componența lingvistică a localității Hîlkove
     Ucraineană (92,86%)
     Rusă (7,14%)
Conform recensământului din 2001, majoritatea populației localității Hîlkove era vorbitoare de ucraineană (92,86%), existând în minoritate și vorbitori de rusă (7,14%).